# 麦奇生环形山

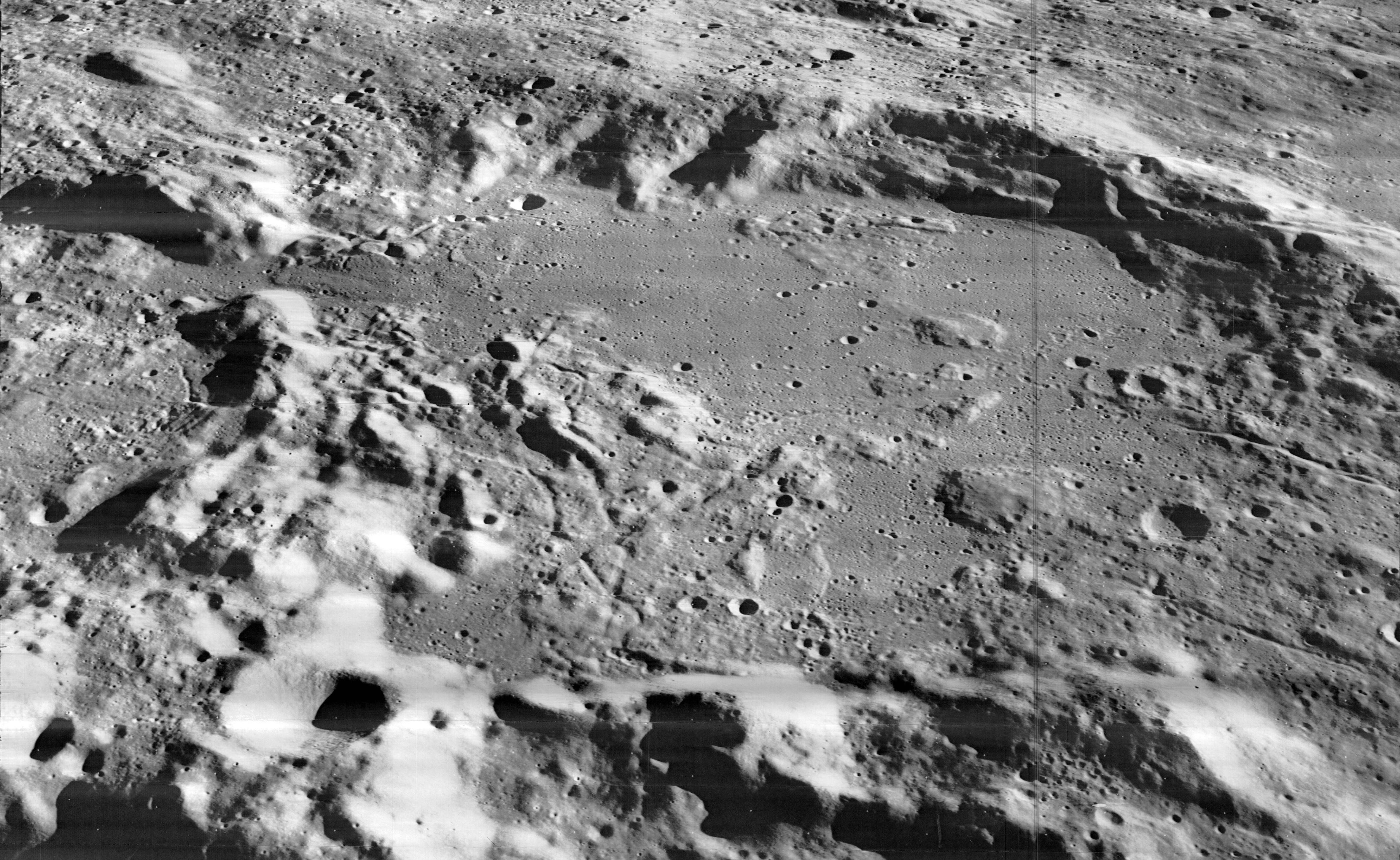
月球轨道器3号拍摄的斜视图

麦奇生环形山(Murchison)是月球正面中央湾北侧一座古老的大撞击坑，约形成于前酒海纪，其名称取自英国地质学家罗德里克·麦奇生爵士(1792年—187年)，1935年被国际天文联合会批准接受。

## 描述
该环形山西北与帕拉斯陨石坑相交，东北毗邻乌克特陨石坑，东南侧坐落着克拉德尼陨石坑。
麦奇生环形山的西北部是浪湾，东北则是汽海。该陨坑中心月面坐标为5°04′N 0°13′W / 5.07°N 0.21°W，直径57.8公里，
深度870米。
由于存续时间悠久，麦奇生环形山已非常破损，其中东南壁已完全消失，留下一段宽阔的裂谷；西北壁上一道峪口联通了麦奇生环形山和帕拉斯环形山；东南侧残破的坑壁尤如一道宽厚的山脊，一直延伸到南面的克拉德尼陨石坑。麦奇生环形山内部容积约2700公里³，碗状的坑底已被熔岩淹没，西部、东北和南部错杂分布着一些山脊和山丘。坑内熔岩地表通过东南侧裂谷与中央湾连为一体。
麦奇生环形山横跨月球天顶线，即为月面坐标系统的起始经线。从这里看，地球几乎直接挂在它的顶上方。

## 卫星陨石坑

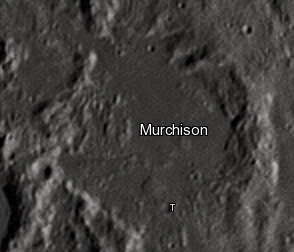
戴维·坎贝尔图片

按照惯例，最靠近麦奇生环形山的卫星坑在月图上以字母标注在该坑中心点的旁边。
| 麦奇生 | 纬度   | 经度   | 直径   |
| ------ | ------ | ------ | ------ |
| T      | 4.4° N | 0.1° E | 3 公里 |

## 另请参阅
- Andersson, L. E.; Whitaker, E. A. . NASA RP-1097. 1982.
- Blue, Jennifer. . USGS. July 25, 2007  [2007-08-05]. （原始内容存档于2019-12-05）.
- Bussey, B.; Spudis, P. . New York: Cambridge University Press. 2004. ISBN 978-0-521-81528-4.
- Cocks, Elijah E.; Cocks, Josiah C. . Tudor Publishers. 1995. ISBN 978-0-936389-27-1.
- McDowell, Jonathan. . Jonathan's Space Report. July 15, 2007  [2007-10-24]. （原始内容存档于2019-06-21）.
- Menzel, D. H.; Minnaert, M.; Levin, B.; Dollfus, A.; Bell, B. . Space Science Reviews. 1971, 12 (2): 136–186. Bibcode:1971SSRv...12..136M. doi:10.1007/BF00171763.
- Moore, Patrick. . Sterling Publishing Co. 2001. ISBN 978-0-304-35469-6.
- Price, Fred W. . Cambridge University Press. 1988. ISBN 978-0-521-33500-3.
- Rükl, Antonín. . Kalmbach Books. 1990. ISBN 978-0-913135-17-4.
- Webb, Rev. T. W.  6th revised. Dover. 1962. ISBN 978-0-486-20917-3.
- Whitaker, Ewen A. . Cambridge University Press. 1999. ISBN 978-0-521-62248-6.
- Wlasuk, Peter T. . Springer. 2000. ISBN 978-1-85233-193-1.